# Guibourtia coleosperma
Guibourtia coleosperma là một loài thực vật có hoa trong họ Đậu. Loài này được (Benth.) Leonard miêu tả khoa học đầu tiên.

## Hình ảnh

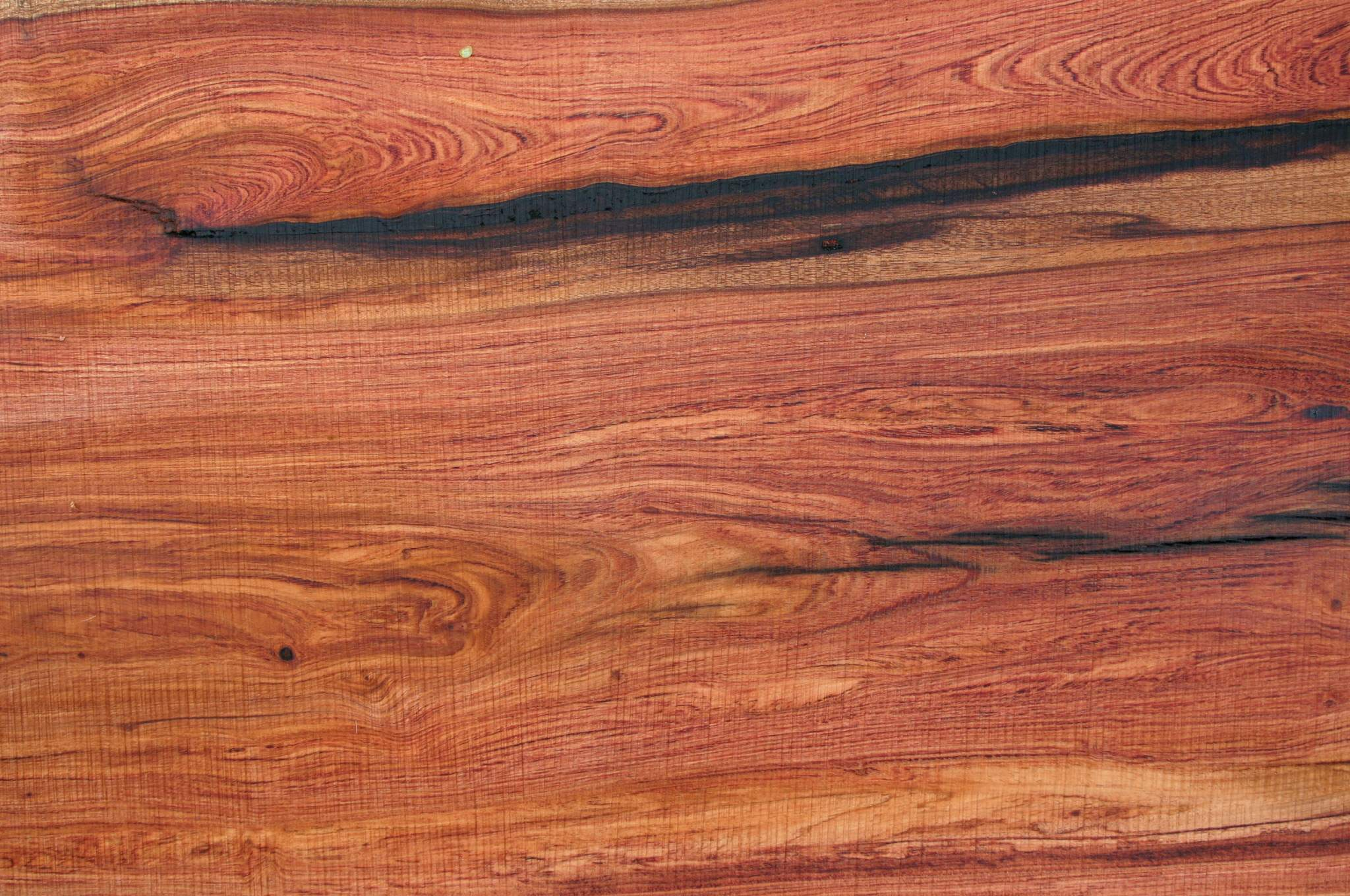
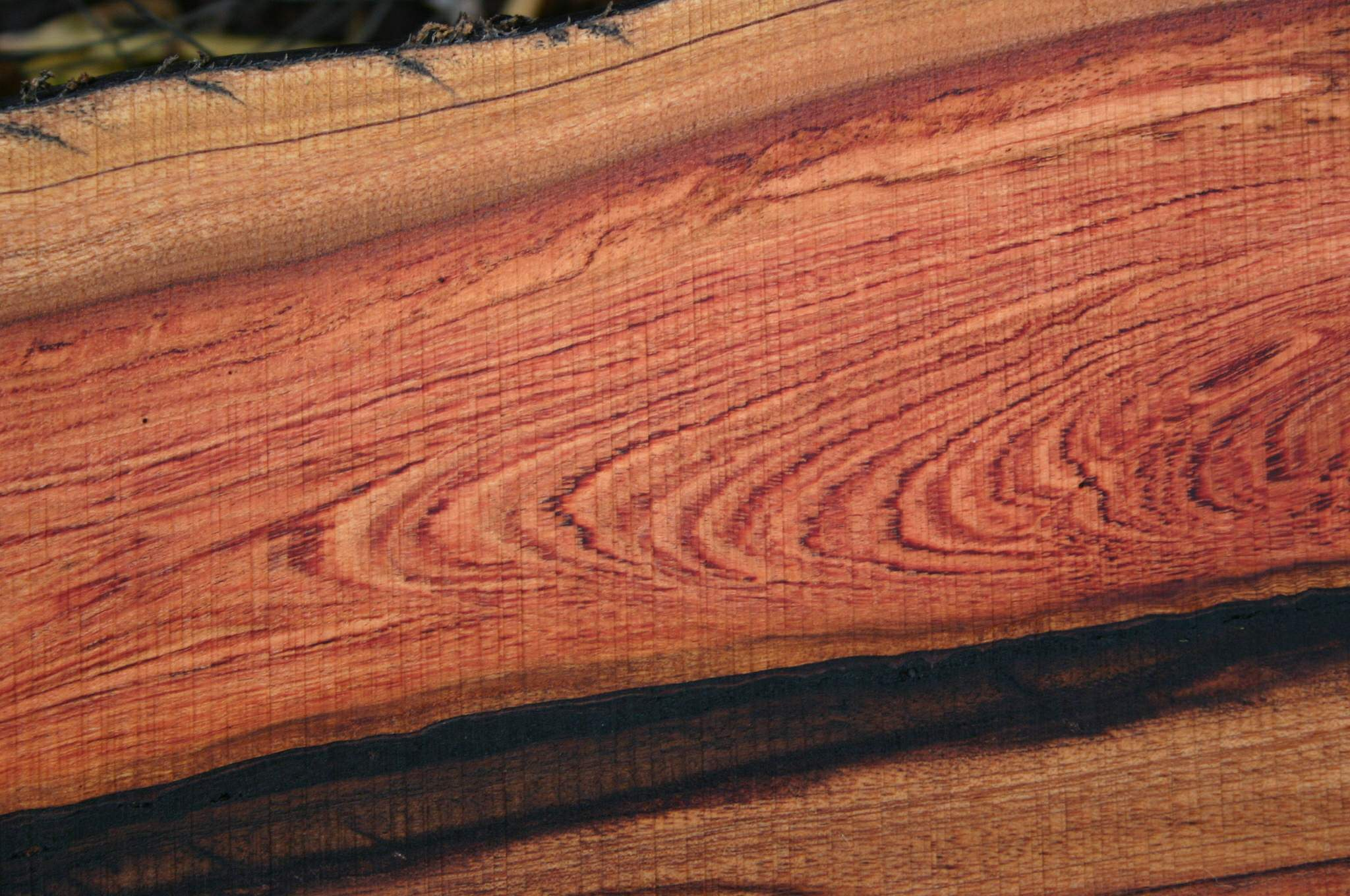